# Carpineti
Carpineti is een gemeente in de Italiaanse provincie Reggio Emilia (regio Emilia-Romagna) en telt 4257 inwoners (31-12-2004). De oppervlakte bedraagt 89,6 km², de bevolkingsdichtheid is 46 inwoners per km².
De volgende frazioni maken deel uit van de gemeente: Bera, Branciglia, Busanella, Ca' Benno, Ca' de Beretti, Ca' de Lanzi, Ca' Dorsini, Ca' Morelli, Campo dell'Oppio, Campovecchio, Ceriola, Cigarello, Colombaia Secchia, Costa di Iatica, Giavello, Iatica, La Svolta, Le Casette, Marola, Migliara, Montelago, Onfiano, Pantano, Poiago, Pontone, Riana, Rola, Saccaggio, Savognatica, San Donnino, Seminario, Spignana, Tincana, Valestra, Velluciana, Villa, Villaprara.

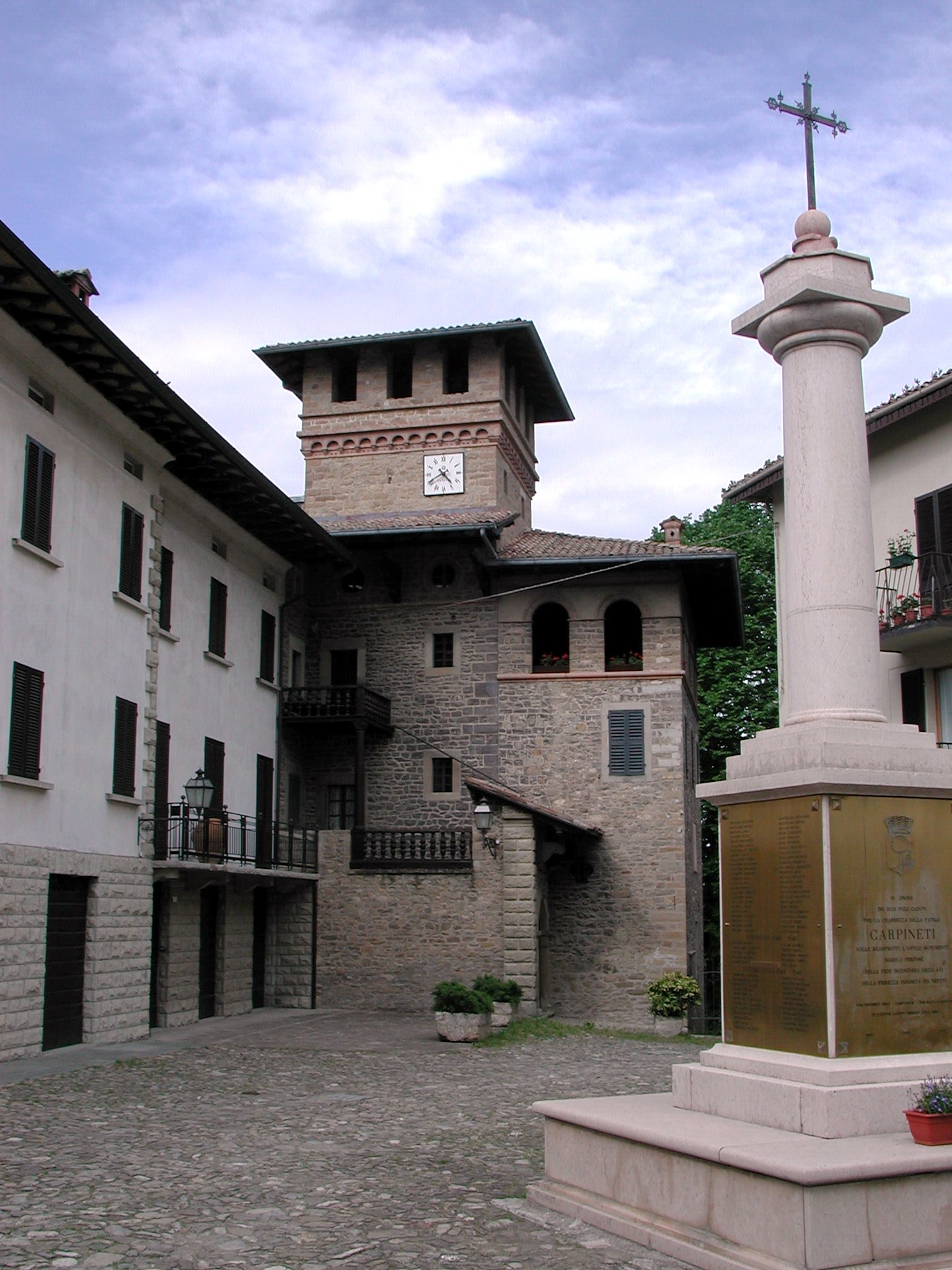
Plein

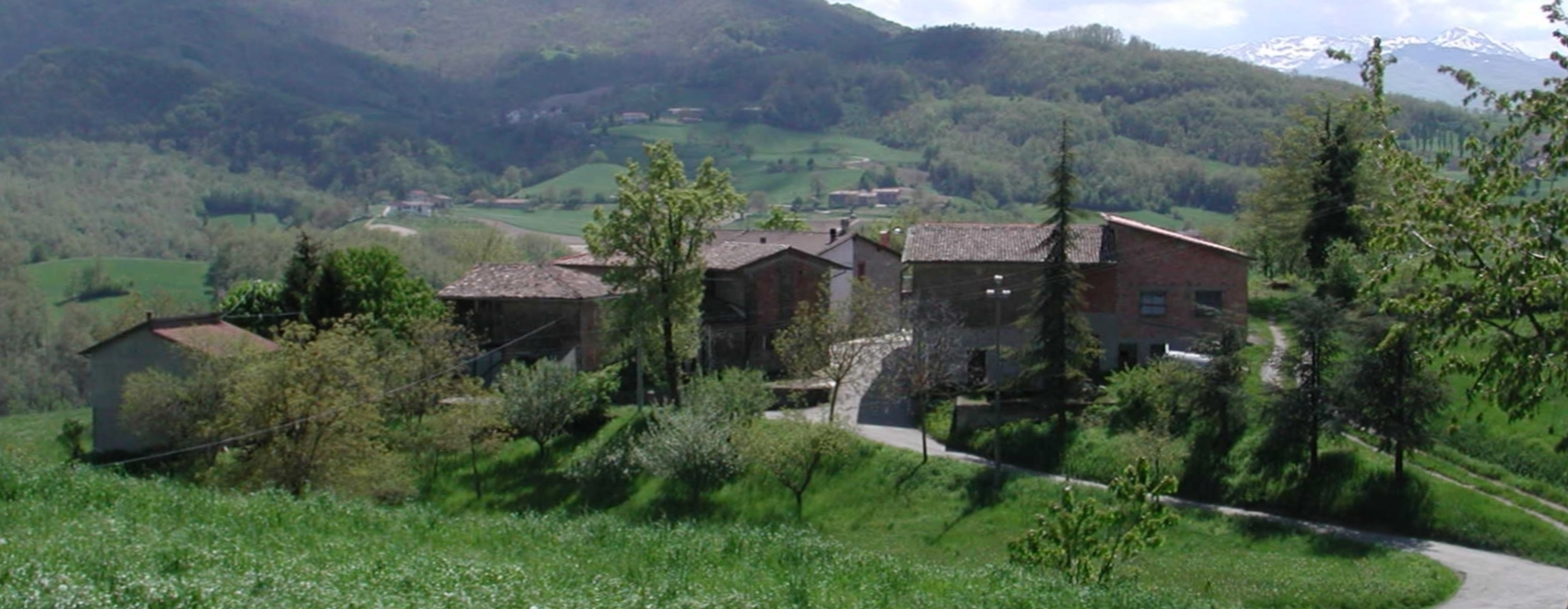
Busanella

## Demografie
Carpineti telt ongeveer 1794 huishoudens. Het aantal inwoners steeg in de periode 1991-2001 met 2,1% volgens cijfers uit de tienjaarlijkse volkstellingen van ISTAT.
| Jaar | Inwoneraantal |
| ---- | ------------- |
| 1991 | 4026          |
| 2001 | 4111          |

## Geografie
De gemeente ligt op ongeveer 562 m boven zeeniveau.
Carpineti grenst aan de volgende gemeenten: Baiso, Casina, Castelnovo ne' Monti, Toano, Viano, Villa Minozzo.